# Merremia calyculata
Merremia calyculata är en vindeväxtart som beskrevs av V. Ooststr. Merremia calyculata ingår i släktet Merremia och familjen vindeväxter. Inga underarter finns listade i Catalogue of Life.